# Metagerra truncata
Metagerra truncata är en insektsart som beskrevs av Mali B. Malipatil 1976. Metagerra truncata ingår i släktet Metagerra och familjen Rhyparochromidae. Inga underarter finns listade i Catalogue of Life.